# Газневиди
Газневиди (на персийски: غزنویان) е династия на емири и султани от Газни (Южен Афганистан), управлявала между 961 и 1186 г. Според някои автори, Газневидите са представители на тюркското племе кангли, а според други произхождат от мамелюци (наемни войници-роби), служещи при двора на централноазиатската ислямска династия Саманиди. Основател на династията и на Газневидската държава е Себук-тегин, а най-известен неин представител е Махмуд Газневи. Той създава империя, простираща се между долините на Оксус (Амударя) и Инд и достигаща Индийския океан. Изповядващ исляма, Махмуд Газневи пренасочва развитието на династията от тюркските ѝ корени към исляма и допринася за разпространението на исляма. Персийският поет Фирдоуси завършва поемата си Шахнаме в двора на Махмуд около 1010 г..